# Wray with Botton
Wray with Botton is een civil parish in het bestuurlijke gebied Lancaster, in het Engelse graafschap Lancashire met 532 inwoners.